# Richterin Barbara Salesch
Richterin Barbara Salesch war eine pseudodokumentarische Gerichtsshow des Senders Sat.1, die fiktive Gerichtsverhandlungen in Strafsachen zeigte. Hauptdarstellerin ist die reale Richterin Barbara Salesch. Produziert wurde die Sendung von filmpool. Die bislang letzte und 2147. Folge wurde am 13. April 2012 mit dem 2356. Fall ausgestrahlt. Als Nachfolgeformat zeigt Sat.1 die ebenfalls von filmpool produzierte Sendung Familien-Fälle. Im April 2012 nahm der österreichische Sender Puls 4 die Gerichtsshow in sein Programm auf. Seit dem 5. September 2022 wird die Neuauflage der Serie auf RTL unter dem Namen Barbara Salesch – Das Strafgericht ausgestrahlt.

## Geschichte
Richterin Barbara Salesch wurde ab dem 27. September 1999 bis zum Oktober 2000 montags bis freitags als halbstündiges Format am Vorabend um 18:00 Uhr auf Sat.1 ausgestrahlt. In dieser Zeit waren nach dem Vorbild der US-Sendung Judge Judy die Folgen der Sendung Mitschnitte von Schiedsgerichtsverhandlungen, für die das Verbot von Ton- und Bildaufnahmen nicht gilt. Daher konnten echte Fälle gesendet werden. Allerdings sind Schiedsgerichtsverfahren auf zivilrechtliche Auseinandersetzungen beschränkt und nur mit Zustimmung aller Prozessparteien erlaubt. Die „Quotenbringer“ Raub, Vergewaltigung und Mord konnten daher nicht thematisiert werden. Daher wurden ab Oktober 2000 nicht mehr reale Schiedsgerichtsverhandlungen, sondern fiktive Strafgerichtsprozesse gezeigt.
Am Anfang erreichte die Sendung lediglich einen Marktanteil von acht Prozent, nach Umstellung auf geschriebene Fälle mit Laiendarstellern lag er bei über 30 Prozent. Im Frühjahr 2000 wurde daher die Sendezeit verdoppelt und ein neuer Sendeplatz gewählt. Seitdem wurde Richterin Barbara Salesch ganzstündig ab 15:00 Uhr ausgestrahlt.
Sie gilt als erfolgreichste deutsche Gerichtsshow, die sich am längsten und mit den meisten Folgen viele Jahre im Nachmittagsprogramm fest etabliert hat.
Im Verlauf der Gerichtsshow wurden Design und Aufmachung immer wieder verändert. So veränderte sich der Vorspann der Gerichtsshow mehrfach und der Gerichtssaal wurde zweimal umgebaut.
Vor dem ersten Umbau verhandelte Barbara Salesch an einem Richterpult, an dem ihr Namensschild montiert war. Gerichtssaalabtrennung durch einen Schwarzen Zaun, graue Polsterstühle und große Fenster mit schwarzen Rahmen kennzeichneten den ersten Gerichtssaal.
Der zweite Gerichtssaal war heller gestaltet. Vor den großen Fenstern waren jetzt große Holzlamellen angebracht. Die Zuschauerraumabtrennung wurde nun durch einen hellen, großen Holzzaun erreicht. Die Stühle waren jetzt mit terrakottafarbenen Polstern bezogen und das Namensschild an der Richterbank war entfernt worden. Später wurde, um Beweisvideos zu sichten, zudem noch ein Flachbildmonitor statt eines silbernen Fernsehers, der auf einem kleinen Rollcontainer stand, im Gerichtssaal angebracht.
Ab jetzt gab es in den täglichen Sendungen auch mehr Szenen außerhalb des Gerichtssaals. Teilweise wurden Außenaufnahmen bei der Verhaftung von tatverdächtigen oder geflüchteten Zeugen gedreht, teilweise auch die Vorgeschichte des zu verhandelnden Falles oder Szenen auf dem Gang. Erstmals wurde für Barbara Salesch nun auch ein Richterzimmer eingerichtet, von dem aus nun auch Szenen mit Verteidigern und Staatsanwalt im Streitfall oder zur Beratung gezeigt wurden. Sogar die Beratung vor der Urteilsverkündung mit Schöffen waren in einem Fall zu sehen. In diesem von Barbara Salesch in der Sendung auf „Büro“ bezogenen Richterzimmer hingen immer wieder wechselnde Gemälde, die die Richterin selbst gemalt hatte, außerdem kleine Oldtimermodellautos der Richterin.
Nach dem 2. Umbau wurde der Gerichtssaal nochmals verändert. Sämtliche Türen des Gerichtssaals sowie Richterbänke wurden mit hellen Holz- und Lederverkleidungen versehen. Die Stühle im Saal wurden erneuert und wieder grau gepolstert. Mikrofone wurden von kleinen schwarzen Tischmikrofonen auf größere abgeändert.
Neu war jetzt auch ein Foyer, in dem ein Kaffeeautomat, Tische und eine Wachtmeisterei untergebracht waren.
Nach zehnjähriger Pause begann RTL im Jahr 2022 neue Folgen ihrer Gerichtsschau für den deutschen Markt abzudrehen. Unter dem Titel Barbara Salesch – Das Strafgericht werden seit dem 5. September 2022 neue Fälle auf RTL ausgestrahlt.

## Drehorte
Hauptdrehort ist immer der Gerichtssaal – eine speziell für die Sendung angefertigte Kulisse.
Neben dem Gerichtssaal gibt es viele Szenen auf dem Flur, der Cafeteria, der Kantine, dem Richterzimmer, sowie in einer Folge außerhalb vor einem Gerichtsgebäude, als sich ein Mandant von Rechtsanwältin Ulrike Tasic, aus Angst, wegen Mordes verurteilt zu werden, von dessen Dach herunterstürzen will.
Außerdem wurden auch oft Außendrehs an verschiedenen Orten (z. B. Parkplätze, Waldhütten, an einem Fluss) mit Staatsanwaltschaft und den Rechtsanwälten, sowie flüchtenden Angeklagten oder Zeugen, gezeigt.

## Besetzung (Hauptdarsteller)
Richterin
Barbara Salesch als Vorsitzende Richterin (1999–2012)
Staatsanwaltschaft
- Bernd Römer (2000–2012)
- Christina Müting (2000)
- Ilona Bruns (2000)
- Nicolai Mameghani (2000–2003)
- Peter-Christian Thielen (2000)
- Klaus Hindelang (2000)

Rechtsanwälte
- Ulrike Tašić (2000–2012)
- Uwe Krechel (2000–2012)
- Kirsten Klingenberg (2004–2012)
- Malte Höch (2004–2012)
- Karsten Dusse (2007–2012)
- Tijen Kortak (2007–2012)
- Arne Platzbecker
- Dimitris Zahikakis (2000)
- Frank Theben (2000)
- Bernd Neunzig (2000)
- Anja Riemann (2000)
- Karin Bölter (2000)
- Frank Langen (2000)
- Dirk Hahnebeck (2001–2003)
- Dr. Andreas Hohnel (2000–2003)
- Christina Dissmann (2006–2007)
- Nadja Tzschaschel (2008–2011)
- Brigitte Bertsch (2006–2008)
- Andreas Kerkhof (2001)
- Felix Linnenbrink (2001)
- Martin Wegner (2001–2003)
- Markus Loskamp (2000–2003)
- Dirk Küchmeister (2000–2001)
- Torsten Timm (2001–2003)
- Thomas Ohm (2000–2002)
- Jens Mackner
- Dirk Quasten (2001–2003)
- Sebastian Manger (2001)
- Stefan Loske (2001)
- Ralf Vogel (2004–2005)
- Alexander Krösing (2006)
- Maude Dahlke (2006–2007)
- Thomas Rossbach (2006)
- Kjell Vogelsang (2006–2008)
- Meike Wulf (2006)
- Tim Geißler (2006)
- Sandra Müller-Dülfer (2006)
- Silke Terlinden (2006)
- Christian Tesche (2006)
- Ralf Höcker (2006)
- Sascha Feller (2006–2007)
- Julian Wiethoff (2007)
- Horst Pfaff (2007)

### Weitere Darsteller
- Justizwachtmeister Bauer

Wachtmeister Tim Bauer wird von Richterin Salesch mit „Herr Bauer bitte“ immer dann aufgerufen, wenn es im Gerichtssaal zu körperlichen Auseinandersetzungen oder zu unvorhergesehenen, brenzligen Situationen kommt.
Als einer Lehrerin von ihren Schülern eine Maus in ihre Handtasche geschmuggelt wird, sich bei deren Entdeckung zu Tode erschreckt, ruft Salesch den Justizwachtmeister zur Hilfe und lässt Bauer die Maus in einen Schuhkarton in Saleschs Richterzimmer bringen. Es gibt weitere Wachtmeister, u. a. einen Herrn Schmidt.
- Frau Hercher

Sie gilt als Mitarbeiterin der Geschäftsstelle des Gerichts. Immer wenn es während der Verhandlung Probleme gibt, Zeugen nachgeladen, Tiere oder Kinder versorgt werden müssen, greift Salesch zu ihrem Telefon auf dem Richterpult und ruft Frau Hercher an.
Sie erscheint nur in einer einzigen Folge aus dem Jahr 2011 persönlich in Saleschs Richterzimmer, in allen anderen Folgen ist sie jahrelang als Person für den Zuschauer nicht zu sehen.
- Angeklagte, Zeugen, Nebenkläger, Schöffen und beisitzende Richter

Nebendarsteller sind in der Regel Beisitzer, gegebenenfalls Nebenkläger, Angeklagte(r), Zeuge(n), Gutachter, Protokollführer und gegebenenfalls Schöffen. Als Angeklagte, Nebenkläger, Zeugen, Gutachter usw. treten ausschließlich Laiendarsteller auf. Im Gerichtssaal befindliche uniformierte Polizisten werden allerdings von echten Polizisten dargestellt.
- Kriminaltechnische Sachverständige Frau Dr. Bernd

Sie wird von Barbara Salesch immer dann in die Verhandlung geholt, wenn es um Fingerabdrücke oder DNA-Spuren von Tätern geht.
- Psychiatrische Sachverständige

Hier traten verschiedene Darsteller darunter auch Angelika Kallwass auf. Psychiatrische Sachverständige kommen meistens in die Verhandlung wenn es um verminderte Schuldfähigkeit oder um Schuldunfähigkeit (§20 StGB) geht.
Ferner wirkten in Fällen von 2005–2007 die beiden Kriminalkommissare Kathrin König und Christoph Löwe mit, die Staatsanwalt Römer unterstellt waren, jedoch nicht in jeder Folge auftauchten. In einer Folge aus dem Jahr 2007 saß Christoph Löwe, vertreten durch Rechtsanwalt Uwe Krechel, auf der Anklagebank. Außerdem gab es mehrere Detektive, sog. „Privatermittler“, die von wechselnden Darstellern verkörpert wurden und für die verschiedenen Rechtsanwälte tätig waren.

## Spezialsendungen

### Richterin Barbara Salesch Spezial – Schwurgerichtsspezials im Abendprogramm
Zur Prime-Time um 20:15 wurden im Jahr 2002 zum ersten Mal zwei Spezialsendungen mit längerer Sendezeit und in einem anderen Gerichtssaal gezeigt. Hier gab es gegenüber den täglichen Sendungen um 15:00 Uhr erstmals Videoeinspielungen bei Verlesung der Anklageschrift, Zeugenaussagen und anderen Szenen. Diese Videoszenen zeigten situativ die Vorgeschichte des Falls und zeigten dem Zuschauer den Tathergang genau auf. Dementsprechend aufwändiger, wenngleich professioneller waren die Dreharbeiten und entsprechend die Drehorte ausgewählt. Nicht zuletzt ebenso der andere Gerichtssaal, der im Abendprogramm eine andere Aufmachung der Gerichtsshow erlaubte. Die Kriminalfälle vor Gericht wurden wie in einem Tatort-Spielfilm dargelegt.
Im Jahr 2002 wurden am Nachmittag noch jeweils zwei Fälle pro 60 Minuten von Barbara Salesch verhandelt. Da das Strafgericht hier einfachere Delikte wie Diebstahl, Schwerer Raub, Nötigung, vor dem Schöffengericht (also Verbrechen auf die bis zu vier Jahren Freiheitsstrafe stehen) oder vor dem normalen Amtsgericht verhandelt wurden, wollte man mit verlängerter Sendezeit erstmals Kapitalverbrechen vor dem Schwurgericht (hier: Mord nach § 211 StGB) also der großen Strafkammer verhandeln.
- 1. Spielfilm: Das tödliche Rendezvous
- 2. Spielfilm: Die kleine Miss

Im ersten Film trat Rechtsanwalt Uwe Krechel als Verteidiger, im zweiten Film Rechtsanwältin Ulrike Tašić als Verteidigerin auf. In beiden Filmen übernahm Bernd Römer die Rolle des Staatsanwalts. In einem der beiden Spezials trat Angelika Kallwass als psychiatrische Sachverständige auf.
Der Gerichtssaal war gegenüber der täglichen Nachmittagssendung in einem dunkleren Holz gestaltet und es wurde aus mehr Perspektiven die Verhandlung, in diesem älter und strenger wirkenden Gerichtssaal, aufgenommen.
Auch bei der zweiten der Sat.1-Gerichtsshow „Richter Alexander Hold“ gab es ebenfalls zwei Spezialsendungen, die wie bei Barbara Salesch in Spielfilmlänge in derselben Woche ausgestrahlt wurden.

### Richterin Barbara Salesch – Spezial: „Du sollst nicht töten“ 2007
Im Jahr 2007 gab es am Nachmittag zur üblichen Sendezeit um 15:00 Uhr eine Spezialsendung, die sich von den normalen Gerichtsverhandlungssendungen unterschied. Drehort war nicht der Gerichtssaal von Salesch, sondern ein Mädcheninternat, hinter dem ein Mord passiert, während Richterin Salesch als Dozentin an diesem Internat einen Vortrag vorbereitet. Nach dem Fund der Toten sucht Barbara Salesch mit ihren beiden jungen Rechtsreferendaren und Staatsanwalt Bernd Römer nach dem Täter. Die Sendung ist dennoch humorvoll gehalten und zeigt Szenen, wie z. B. Salesch, die in ihrem Auto aus dem Handschuhfach voller Süßigkeiten nascht. Außerdem wird die Handlung teilweise mit amüsanter Musik hinterlegt. Ernst wird es gegen Ende, als Barbara Salesch den Mörder in einer Scheune beim Versuch eines weiteren Mordes ertappt. Der Täter zielt mit einem Gewehr auf Barbara Salesch. In letzter Sekunde wird der Täter überwältigt und Salesch kommt mit einem Schrecken davon.

### Richterin Barbara Salesch Spezial – Nachbar gegen Nachbar
In der Woche vom 24. bis zum 28. Oktober 2011 wurden Sonderfolgen von Richterin Barbara Salesch gesendet, in denen keine Strafgerichtsverhandlungen, sondern Nachbarschaftsstreitereien behandelt wurden. Ab dem 13. August 2012 wurden neue Folgen von 18.00 Uhr bis 18.30 Uhr montags bis freitags ausgestrahlt.

## Sendezeiten und Jubiläumsfolgen
Am 8. Mai 2004 wurde die Gerichtsshow um eine Samstagsausgabe erweitert, am 3. September 2004 lief die 1000. Folge. Seit dem 17. Juli 2007 war die Sendung montags bis samstags zweimal täglich zu sehen; neben der Ausstrahlung am Nachmittag wurden montags bis freitags um 11:00 Uhr und samstags um 10:30 Uhr Wiederholungen älterer Folgen gezeigt. Die 1500. Folge gab es am 20. März 2008. Zwischen dem 14. November 2009 und dem 23. Januar 2010 entfiel die Samstagsausgabe. Am 5. Mai 2011 feierte die Sendung ihre 2000. Folge in zwölf Jahren. Aktuell wird sie auf Sat.1 Gold täglich gegen 03:00 Uhr ausgestrahlt.

## Staffeln
| 1  | ca. 100 | 27.09.1999 | 29.09.2000 |
| 2  | ca. 200 | 02.10.2000 | 2001       |
| 3  | ca. 200 | 2001       | 2002       |
| 4  | ca. 200 | 2002       | 2003       |
| 5  | ca. 200 | 2003       | 2004       |
| 6  | ca. 200 | 2004       | 2005       |
| 7  | ca. 200 | 2005       | 2006       |
| 8  | ca. 150 | 2006       | 2007       |
| 9  | 187     | 2007       | 2008       |
| 10 | 310     | 07.01.2008 | 06.10.2009 |
| 11 | 37      | 07.10.2009 | 26.11.2009 |
| 12 | 94      | 11.01.2010 | 20.09.2010 |
| 13 | 240     | 21.09.2010 | 27.01.2012 |
| 14 | 40      | 30.01.2012 | 13.04.2012 |

## Realitätsnähe
Wie auch in anderen Pseudodokumentationen wird die Realität von Strafverhandlungen in der Serie nur sehr eingeschränkt widergespiegelt. Ein bedeutender Unterschied zum tatsächlichen Alltag in deutschen Gerichtssälen zeigt sich in den lautstarken, zum Teil polemischen Angriffen zwischen Staatsanwalt und Verteidiger. Auch unerwartete neue Entwicklungen im Prozessgeschehen, die die Unschuld des Angeklagten beweisen und einen anwesenden Zeugen als wahren Täter entlarven, zählen in der Sendung zum regelmäßigen Standard. Der Spannungseffekt wird dadurch erhöht, jedoch suggeriert diese Vorgehensweise dem Zuschauer eine nachlässige Voruntersuchung durch Kriminalpolizei und Staatsanwaltschaft. In der realen Rechtspraxis hingegen kommt es üblicherweise erst nach sorgfältigen Ermittlungen und bei ausreichender Beweislast überhaupt zur Erhebung einer Anklage, weswegen solche dramatischen Wendepunkte bei echten Gerichtsverhandlungen höchst selten sind.

## Sonstiges
Vom 2. Mai 2011 bis zum 13. April 2012 wurde die Sendung im Breitbildformat 16:9 ausgestrahlt bzw. produziert.

## DVD-Veröffentlichung
Am 2. September 2011 erschienen die ersten 80 Folgen der ersten Staffel auf DVD. Alle vier DVD-Boxen sind laut FSK ab zwölf Jahren freigegeben. Die DVD-Veröffentlichungen beginnen mit den ab 2000 produzierten fiktionalen Fällen.

## Die Sendung in Filmen
Am 26. Januar 2012 startete der Spielfilm Tage die bleiben in den deutschen Kinos. Barbara Salesch übernahm in diesem Film in ihrer Rolle als Richterin Barbara Salesch im Originalstudio der Sendung eine kleine Nebenrolle.

## Auszeichnungen und Nominierungen
Deutscher Fernsehpreis
- Ausgezeichnet – „Beste tägliche Serie“ (2002)

Goldene Henne
- Nominiert – „Kategorie: Fernsehen“ (2002)